# Korîciînți, Derajnea
Korîciînți (în ucraineană Коричинці) este o comună în raionul Derajnea, regiunea Hmelnîțkîi, Ucraina, formată numai din satul de reședință.

## Demografie
Componența lingvistică a comunei Korîciînți
     Ucraineană (98,18%)
     Rusă (1,69%)
     Alte limbi (0,13%)
Conform recensământului din 2001, majoritatea populației comunei Korîciînți era vorbitoare de ucraineană (98,18%), existând în minoritate și vorbitori de rusă (1,69%).